# Kujawianie
Kujawianie – hipotetyczne plemię zachodniosłowiańskie zamieszkujące obszar na północny wschód od terenów Polan, w okolicach Gopła i zespołu jezior ciągnących się w kierunku rzeki Noteci.
Zygmunt Gloger podawał, że rzeka Noteć miała źródła na obszarze Kujawian.
Do Kujawian należały grody m.in. Kruszwica, Włocławek i Bydgoszcz przy granicy Pomorza.